# غاوينة رود
غاوينة رود هي قرية في مقاطعة ميانة، إيران. عدد سكان هذه القرية هو 415 في سنة 2006.